# Losillasaurus
Losillasaurus là một chi khủng long, được Casanovas-Cladellas (as Casanovas) Santafe & Sanz mô tả khoa học năm 2001.